# Turbina eolica di Darrieus

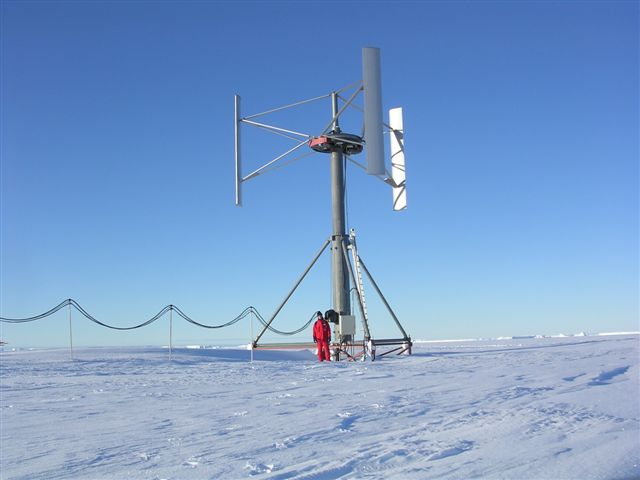
Turbina Darrieus a pale dritte, in Antartide

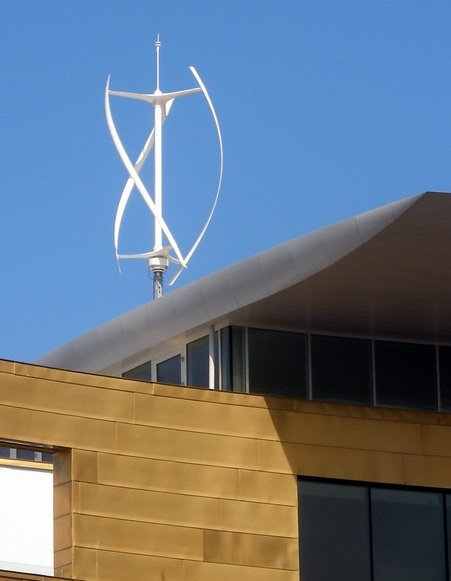
Turbina Darrieus a pale curve

La turbina eolica Darrieus è un tipo di turbina eolica ad asse verticale (in inglese VAWT) utilizzato per generare elettricità dal vento. La turbina consiste di un numero di pale curve a profilo aerodinamico montate su un albero rotante verticale. La curvatura delle lame permette alla lama stessa di raggiungere alte velocità di rotazione. Ci sono diverse turbine eoliche strettamente correlate che utilizzano lame dritte. Questo progetto di turbina eolica è stato brevettato da Georges Jean Marie Darrieus, un ingegnere aeronautico francese nel 1931.

## Funzionamento
Nelle versioni originali dell'eolica Darrieus, le pale sono disposte in modo tale che siano simmetriche e con angolo zero rispetto alla struttura. Questa disposizione è anche efficace, indipendentemente dalla direzione del vento.
Mentre il rotore Darrieus gira, le pale si dispongono seguendo un movimento circolare (la traiettoria di ogni pala è un cerchio avente come centro l'asse dell'eolica). I principi aerodinamici che fanno girare il rotore sono equivalenti a quelli di autorotazione degli autogiri e degli elicotteri. 
L'eolica gira a una velocità che non ha rapporto con quella del vento, in genere molto più rapida. L'energia proveniente dalla coppia e dalla velocità di rotazione può essere derivata e convertita in energia elettrica con l'impiego di un generatore elettrico.